# Залягання родовища
Залягання родовища (пласта) (англ. deposit bedding, нім. Lagerung f der Lagerstätte f (des Flözes n pl) — характер залягання гірських порід, якого вони набувають в процесі свого формування і наступних порушень в результаті різноманітних геологічних процесів (рух земної кори, діяльність льодовиків тощо).